# Aricidea pseudannae
Aricidea pseudannae är en ringmaskart som beskrevs av Katzmann och Laubier 1975. Aricidea pseudannae ingår i släktet Aricidea och familjen Paraonidae. Inga underarter finns listade i Catalogue of Life.